# Walt Disney Records
Walt Disney Records es un sello discográfico estadounidense propiedad de Disney Music Group. Lanza  álbumes de bandas sonoras de los estudios cinematográficos, programas de televisión, parques temáticos y álbumes de estudio tradicionales de Walt Disney Company producidos por sus artistas de pop, pop juvenil y música country.

## Historia
Walt Disney Records se formó en 1956. Antes de ese momento, las grabaciones autorizadas de esta compañía eran autorizadas a una variedad de otros sellos (RCA, Decca, Atlantic, Capitol, United Artists, Warner Bros y AmPar). Con el paso del tiempo, el hermano de Walt Disney, Roy O. Disney, sugirió que Walt Disney Productions (ahora The Walt Disney Company) formasen su propio sello discográfico. Roy alistó por mucho tiempo a figuras de la talla de Staffer Jimmy Johnson, el cual quedó al frente de esta nueva división - Disneyland Records. 
Jimmy fue presentado a Salvador Tutti Camarata (renombrado músico y fundador de los legendarios Sunset Sound Recorders en Hollywood) para dirigir el final creativo de esta nueva empresa. Gracias a la experiencia y habilidad de Tutti, se estableció la etiqueta inicial de incursiones en forma larga por medio de álbumes musicales, que incluyó la interpretación de Jazz Disney Normas (Blancanieves, Bambi, Cenicienta y La Dama y El Vagabundo, entre otros), original concepto musical álbumes (verano, invierno, primavera, otoño, y Tutti's Trompetas) y amplió el formato de Bandas sonoras mediante la inclusión de las selecciones de la partitura, así como las famosas canciones. Entre las conexiones Tutti's dentro de la industria musical también se señalan a la etiqueta como la de María Martin, Louis Armstrong, Louis Prima, Jerry Colonna, y Phil Harris por nombrar algunos. También se atribuye a Tutti la idea de que los populares Mouseketeer, Annette Funicello, convertido en la etiqueta el primer artista en residencia. Por su álbumes, y más' contemporáneo 'selecciones, Buena Vista Records etiqueta fue creada bajo la bandera Disneyland Records. 
Mientras se buscaba el derecho material para Annette, Tutti y su equipo decidieron cantar el dúo de Richard M. Sherman y Robert B. Sherman; esto, después de escuchar una de sus canciones en la radio. Los dos fueron llevados al estudio Disney en Burbank, donde eventualmente se convirtió en el primer personal de canciones para toda la Disney Company. No solo ha escrito una buena cantidad de canciones para Annette, sino que también es responsable de la mayoría de las canciones icono de Disney de la década de 1960 y más allá - "Es un Pequeño Mundo" y "The Tiki Tiki Tiki Room" para los parques temáticos, así como las canciones de "Mary Poppins", "El Libro de la Selva", "Las Aventuras Muchos de Winnie the Pooh" y La bruja novata. 
En 1989 Disneyland Records pasó a llamarse Walt Disney Records. Además de la etiqueta de Buena Vista, Disney Audio Entertainment (1990 - 1991), y Disney Sound (2004 - presente) se establecieron las etiquetas para delimitar los muchos estilos variados grabaciones de emisiones de la empresa.
La banda sonora más vendida y con más éxito, ha sido la de la película Hannah Montana: The Movie que hasta 2010 había vendido casi 5.2 millones de copias (Según Media Traffic) y, que hasta el día de hoy, cuenta con 7 millones de copias vendidas.